# Ключ 116
Ключ 116 (трад. и упр. 穴) — ключ Канси со значением «пещера»; один из 23, состоящих из пяти штрихов.
В словаре Канси есть 298 символов (из 49 030), которые можно найти c этим радикалом.

## История
Древняя идеоргамма изображала свод или отверстие, образованное двумя глыбами камней.
Самостоятельно иероглиф обозначает: «отверстие», «дыра», «скважина», «щель», «трещина», «яма», «впадина», «нора». В переносном смысле имеет также значения: «недостача», «дефицит».
В составе сложных иероглифов «пещера» обычно располагается в верхней части знака в несколько упрощенном виде.
Это сильный ключевой знак.

Вид в большой печати Чжуаньшу
Вид в малой печати Чжуаньшу

В словарях находится под номером 116.

## Примеры иероглифов
| Доп. штрихи | Иероглифы                        |
| ----------- | -------------------------------- |
| 0           | 穴                               |
| 1           | 穵                               |
| 2           | 究 穷                            |
| 3           | 穸 穹 空 穻 突                   |
| 4           | 穼 穽 穾 穿 窀 窂 窃             |
| 5           | 窄 窅 窆 窇 窈 窉 窊 窋 窌 窍 窎 |
| 6           | 窏 窐 窑 窒 窓 窔 窕             |
| 7           | 窖 窗 窘 窙 窚 窛 窜 窝          |
| 8           | 窞 窟 窠 窡 窢 窣 窤 窥 窦 窧    |
| 9           | 窨 窩 窪 窫 窬 窭                |
| 10          | 窮 窯 窰 窱 窲 窳 窴 竃          |
| 11          | 窵 窶 窷 窸 窹 窺 窻 窼 窽       |
| 12          | 窾 窿 竀 竁 竂 邃                |
| 13          | 竄 竅                            |
| 14          | 竆                               |
| 15          | 竇                               |
| 16          | 竈 竉                            |
| 17          | 竊                               |

- Примечание: Ваш браузер может отображать иероглифы неправильно.